# 錦町 (山口県)
錦町（にしきちょう）は、山口県の北東部にあり、広島県、島根県と境を接した町。2006年3月20日、岩国市および玖珂郡内の町村（和木町を除く）と合併して新たに岩国市となり、町域は岩国市錦町（にしきまち）となった。
錦川沿いと宇佐川沿いに集落が点在する。

## 地理
山口県では最も標高の高い地域にあり、県内一番の寂地山がある。錦川とその支流の宇佐川が町内を流れ、その川沿いに町が開けている。宇佐川の支流である寂地川は名水百選にも選ばれ、美しい清流と緑を求める人が夏季には集まる。

### 隣接する自治体
- 山口県
  - 周南市
  - 玖珂郡：本郷村、美川町
- 広島県
  - 廿日市市
- 島根県
  - 益田市
  - 鹿足郡：吉賀町

## 歴史
- 『錦町宇佐の歴史』
  - 天正年間、刀禰・大倉左衛門尉が宇佐城（当地を治めた地頭の城跡と言われる）に屋敷を構え宇佐の処務をこなしていた。尚、大倉左衛門尉は木地師から台頭した地侍の類と考えられる。天正年間、地侍・広兼兵衛助が大倉左衛門尉の屋敷に出向き口論刃傷に及び、兵衛助は大倉左衛門尉に討たれる。その後、兵衛の子・松之助が父の仇を取るため、一族の弘民部太夫・恒国藤左衛門、国本孫太郎と宇佐川孫兵衛(宇佐郷を開拓した土豪の子孫)に助太刀を頼み（孫兵衛は仇討ちの当日に遅れ加わらず）、大倉左衛門尉と子の智元（嫡子）・道満と、郎等の隼人・弥九郎、他二名を討ち取る。嫡子の智元は屋敷から抜け出し深谷に逃げ隠れたが、丸子山という高山で刺殺される。大倉左衛門尉・智元・道満ら親子と郎等四人の遺体は穴に埋められ、石を積んで印とした。「七人墓」と呼ばれる。しかし、大倉の霊が村民に祟って災いをなし、その霊を神に祭って霊を鎮めるため、黄幡社を建立する。智元を討ち取った丸子山は「智元の丸子」と呼ばれる。
- 「宇佐城に関して」
  - 宇佐城は寂地峡野営場に向かう二叉路に面した小高い丘の上に位置する。天正年間には大倉左衛門尉の拠点となっていた。小高い丘の頂上に簡素な物見櫓を置き、柵・板塀を防御のために巡らせ、城内または城の周辺に居所となる屋敷を構えていたものと考えられる。城の直下を流れる寂地川（水源は寂地峡・犬戻峡）と宇佐川が城の防御となる。領内の全てを見渡せる好立地に城は築かれている。城の全貌は未発掘調査のため不明。
- 「大倉氏の支配地」
  - 大倉氏は地侍（土豪）として宇佐村の平・槙原や周りを囲む山地などを支配していたものと考えられる。大倉左衛門尉を討ったとされる広兼氏・弘氏・恒国氏・国本氏・宇佐川氏らも現・錦町の山間部の谷間で開墾地を得て成長した地侍（土豪）の類と考えられる。平には大倉氏が引いたと伝わる用水路が残る。村内の宇佐八幡宮は大蔵氏（大倉左衛門尉の祖か）により建立された。村内には大蔵神社がある。
- 岩日線開業
  - 錦町は山間の町であり、交通手段は長らく錦川の舟運に頼るのみであった。1963年10月1日、大正年間以来の地域の要望が結実して岩日線が開業。錦町はシャギリやカーニバルを繰り出して開業を祝った[1]。

### 沿革
- 1955年（昭和30年）4月1日 - 広瀬町・深須村・高根村が合併して発足。
- 2006年（平成18年）3月20日 - 由宇町・玖珂町・本郷村・周東町・美川町・美和町および岩国市と合併し、改めて岩国市が発足。同日錦町廃止。

## 交通

### 鉄道
- 錦川鉄道：錦町駅

### 道路

#### 高速道路
- 中国自動車道：深谷PA
町内にインターチェンジはなく、六日市ICより国道187号を南下して入る。

#### 一般国道
- 国道187号
- 国道434号

#### 主要地方道
- 山口県道16号六日市錦線
- 山口県道59号岩国錦線
- 山口県道69号徳山本郷線

#### 一般県道
- 山口県道119号佐伯錦線
- 山口県道120号須川吉賀線
- 山口県道121号羅漢山公園宇佐郷線
- 山口県道131号本郷五味線
- 山口県道134号秋掛錦線
- 山口県道361号錦鹿野線

## 教育機関
- 錦町立
  - 錦清流小学校
  - 宇佐川小学校
  - 錦中学校
- 山口県立岩国高等学校広瀬分校

## 名所・旧跡・観光
- 道の駅ピュアラインにしき
- 寂地峡
- 宇佐城
- まちぐるみ博物館（広瀬商店街）
- とことこトレイン - 岩日線未完線路のうち、広瀬〜雙津峡温泉の間を走っている。詳細については、錦川鉄道を参照。

## 出身者
- 吉田治美（元アナウンサー）
- 井原勝介（元岩国市長）
- 畑原基成（山口県議会議員、元錦町長）